# 1975 a légi közlekedésben
Ez a lista az 1975-ös év légi közlekedéssel kapcsolatos eseményeit tartalmazza.

## Események
- augusztus 19. – A csehszlovák légitársaság Prága–Teherán járata – máig tisztázatlan körülmények között – Damaszkusz mellett felrobban.
- szeptember 30. – Bejrút partjai előtt – eddig tisztázatlan körülmények között – lezuhan a Malév 240-es járata, fedélzetén 50 utassal és 10 fős személyzettel.
- december 26. - A Moszkva–Alma Ata útvonalon az Aeroflot beindítja az első, Tu–144-esekkel repült, menetrend szerinti posta- és teherjáratát.